# Josh Powell
Joshua Dominique Rajae "Josh" Powell (Charleston, Carolina del Sur, 25 de enero de 1983) es un exjugador de baloncesto estadounidense que disputó 7 temporadas en la NBA y varias más por el resto del mundo. Con 2,06 metros de estatura jugaba en la posición de pívot.

## Carrera
Procedente de la Universidad de North Carolina State, Powell no fue elegido en el draft pero firmó como agente libre por Dallas Mavericks. En su año sénior universitario, promedió 12.4 puntos y 5.2 asistencias. 
A comienzos de la temporada 2005-06, Powell se tuvo que marchar a jugar a la NBDL ya que en la NBA solo jugaba en los minutos en los que el partido estaba decidido, los llamados "minutos de la basura". Sin embargo, comenzó a jugar más tras las lesiones de Josh Howard y Keith Van Horn, ya que la estrella Dirk Nowitzki necesitaba ayuda de sus compañeros. El 23 de julio de 2006 fue traspasado a Indiana Pacers junto con Darrell Armstrong y Rawle Marshall a cambio de Anthony Johnson. 
Su estancia en Indiana duró poco, ya que el 17 de enero de 2007 fue enviado a Golden State Warriors con sus compañeros Stephen Jackson, Šarūnas Jasikevičius y Al Harrington por Troy Murphy, Mike Dunleavy, Jr., Ike Diogu y Keith McLeod. Al año siguiente, jugó con los Clippers, y el 14 de agosto de 2008 firmó como agente libre con Los Angeles Lakers.
A mediados de abril de 2014 firmó un contrato con los Houston Rockets, apareciendo en un partido de la temporada regular, en el cual anotó 4 puntos y atrapó cinco rebotes contra los New Orleans Pelicans. El 23 de octubre de 2014, fue descartado por los Rockets.
El 18 de septiembre de 2015 firmó un contrato con los Milwaukee Bucks. El 21 de octubre de 2015 a pocos días del comienzo de la temporada 2015-2016 de la NBA, fue cortado por los Bucks tras disputar cuatro partidos en la pretemporada.
En diciembre del 2015 llega a San Lorenzo de Almagro, equipo de Argentina, en su regreso a la máxima categoría del básquet de su país.
En octubre de 2016 se unió a los Sydney Kings de la NBL de Australia.
En enero de 2019 llega a Atenas de Córdoba, regresando así a Argentina.
Desde 2018 juega en el BIG3 para el equipo Killer 3s.

## Estadísticas

### NBA

#### Temporada regular
| Año     | Equipo       | PJ  | PT | MPP  | %TC  | %3P  | %TL  | RPP | APP | ROB | TPP | PPP |
| ------- | ------------ | --- | -- | ---- | ---- | ---- | ---- | --- | --- | --- | --- | --- |
| 2005–06 | Dallas       | 37  | 2  | 11.6 | .457 | .000 | .800 | 2.2 | .2  | .2  | .1  | 3.0 |
| 2006–07 | Indiana      | 7   | 0  | 9.1  | .133 | .000 | .667 | 2.7 | .4  | .0  | .0  | 1.7 |
| 2006–07 | Golden State | 30  | 0  | 9.6  | .526 | .000 | .733 | 2.3 | .6  | .2  | .4  | 3.5 |
| 2007–08 | LA Clippers  | 64  | 25 | 19.2 | .460 | .000 | .724 | 5.2 | .7  | .2  | .4  | 5.5 |
| 2008–09 | LA Lakers    | 60  | 1  | 11.7 | .444 | .000 | .760 | 2.9 | .5  | .2  | .3  | 4.2 |
| 2009–10 | LA Lakers    | 63  | 0  | 9.2  | .366 | .438 | .645 | 1.8 | .6  | .1  | .1  | 2.7 |
| 2010–11 | Atlanta      | 54  | 0  | 12.1 | .452 | .000 | .800 | 2.5 | .4  | .1  | .1  | 4.1 |
| 2013–14 | Houston      | 1   | 0  | 19.0 | .333 | .000 | .000 | 5.0 | .0  | .0  | 1.0 | 4.0 |
| Total   | Total        | 316 | 28 | 12.6 | .438 | .350 | .743 | 2.9 | .5  | .2  | .2  | 3.9 |

#### Playoffs
| Año   | Equipo       | PJ | PT | MPP | %TC  | %3P   | %TL   | RPP | APP | ROB | TPP | PPP |
| ----- | ------------ | -- | -- | --- | ---- | ----- | ----- | --- | --- | --- | --- | --- |
| 2006  | Dallas       | 6  | 0  | 4.2 | .000 | .000  | .000  | .3  | .2  | .0  | .0  | .0  |
| 2007  | Golden State | 4  | 0  | 1.5 | .000 | .000  | .500  | .3  | .0  | .0  | .2  | .3  |
| 2009  | LA Lakers    | 14 | 0  | 5.2 | .423 | 1.000 | 1.000 | 1.2 | .3  | .0  | .1  | 2.1 |
| 2010  | LA Lakers    | 13 | 0  | 3.1 | .375 | .000  | .750  | .5  | .1  | .0  | .0  | .7  |
| 2011  | Atlanta      | 9  | 0  | 5.3 | .556 | .000  | .000  | 1.0 | .1  | .0  | .0  | 1.1 |
| Total | Total        | 46 | 0  | 4.2 | .404 | .500  | .833  | .8  | .2  | .0  | .0  | 1.1 |

### Euroliga
| Año     | Equipo     | PJ | PT | MPP  | %TC | %3P  | %TL  | RPP | APP | ROB | TPP | PPP |
| ------- | ---------- | -- | -- | ---- | --- | ---- | ---- | --- | --- | --- | --- | --- |
| 2012–13 | Olympiacos | 25 | 19 | 12.8 | 550 | .500 | .727 | 2.7 | .2  | .0  | .4  | 5.1 |
| Total   | Total      | 25 | 19 | 12.8 | 550 | .500 | .727 | 2.7 | .2  | .0  | .4  | 5.1 |